# نيكولاس جونسون
نيكولاس جونسون (بالإنجليزية: Nicholas Johnson)‏ هو كاتب وأستاذ مدرسة أمريكي، ولد في 23 سبتمبر 1934 في آيوا سيتي في الولايات المتحدة.

## وصلات خارجية
- الموقع الرسمي